# Golpe de Estado del Domingo de Ramos
El golpe del Domingo de Ramos fue un intento de golpe de Estado militar en El Salvador ocurrido entre el 2 y 3 de abril de 1944. Fue organizado por simpatizantes del Eje en el Ejército salvadoreño contra el presidente general Maximiliano Hernández Martínez.

## Antecedentes

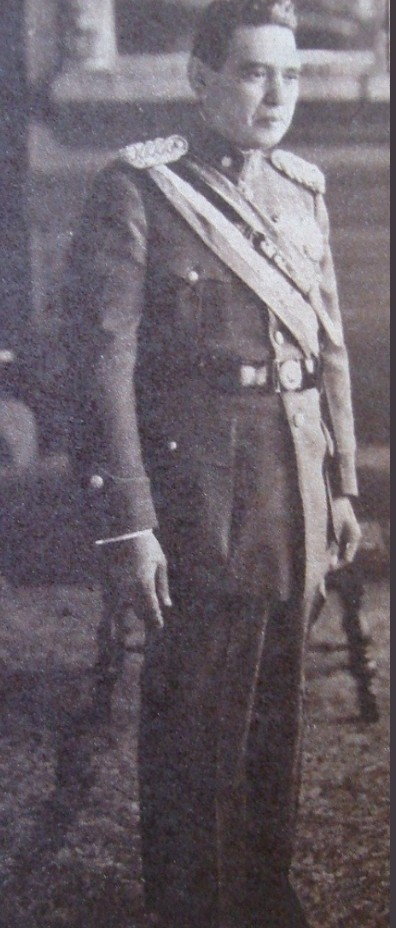
El general Martínez con la banda presidencial. Plano temporal histórico con la dictadura del general Maximiliano Hernández Martínez, trágicamente célebre por haber ordenado el etnocidio de más de 25 mil indígenas en enero de 1932, cuyo gobierno, iluminado por la adaptación caricaturesca de la teosofía, continuó hasta 1944.

El general Maximiliano Hernández Martínez asumió la presidencia de El Salvador tras un golpe de Estado militar el 4 de diciembre de 1931 contra el presidente Arturo Araujo y la disolución del Directorio cívico. Durante los preparativos para la Segunda Guerra Mundial, Hernández Martínez simpatizó profundamente con Alemania e Italia. Sin embargo, bajo la presión de los Estados Unidos, el principal comprador de café de El Salvador, se vio obligado a abandonar sus simpatías y aceptó alinearse con los Aliados después del ataque a Pearl Harbor. De la misma manera, los residentes alemanes e italianos en El Salvador fueron expropiados de sus tierras y enviados a campos de internamiento en Estados Unidos. 

## Golpe
Hernández Martínez celebró elecciones en enero de 1944 y fue reelegido para un tercer mandato como presidente. Su acción enfureció a muchos empresarios, políticos y oficiales militares ya que violó flagrantemente la Constitución.
El 2 de abril de 1944, oficiales militares simpatizantes del Eje, del 1er. Regimiento de Infantería y del 2.º Regimiento de Artillería, iniciaron un golpe de Estado contra Hernández Martínez. Los rebeldes estaban dirigidos por el general Francisco Alfonso Marroquín y el coronel Tito Tomás Calvo, ambos habían desempeñado papeles importantes en las masacres de campesinos indígenas en 1932. El golpe comenzó el Domingo de Ramos y la mayoría de los altos funcionarios militares y gubernamentales estaban en sus casas o asistiendo a la iglesia.  Los rebeldes se levantaron en los departamentos de San Salvador y Santa Ana. Tomaron el control de la radio nacional y de la sede de la policía de Santa Ana durante el golpe de Estado. La Fuerza Aérea salvadoreña se unió a los conspiradores y bombardeó la ciudad de Santa Ana mientras el ejército atacaba a los civiles y derrocaba al gobierno local.
Al final del día, Hernández Martínez ordenó a las unidades militares que aún le eran leales que aplastaran la revuelta. El golpe fue reprimido el 3 de abril, se declaró la ley marcial y se impuso un toque de queda nacional.

## Repercusiones

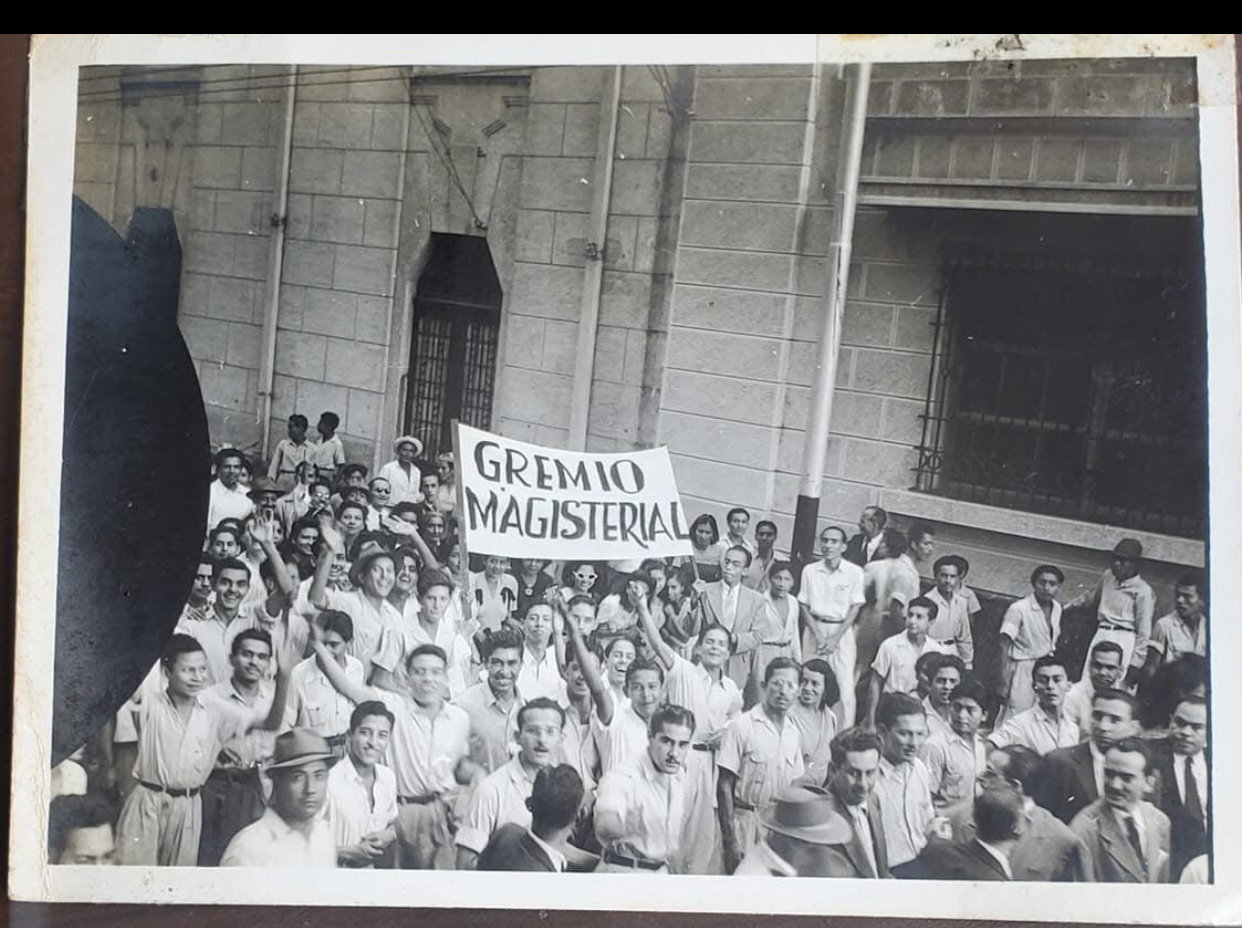
La huelga de brazos caídos se conoce como uno de los acontecimientos ocurridos en el año de 1944 en la historia de El Salvador, se llevó a cabo el 2 de mayo de 1944; el cual hizo que el General Maximiliano Hernández Martínez depusiera su cargo del poder tras 13 años de régimen militar.

Tras el intento de golpe de Estado, Hernández Martínez inició represalias que duraron dos semanas. Treinta personas, entre ellas los cabecillas Alfonso Marroquín y Tomás Calvo, fueron ejecutadas. Tomás Calvo intentó buscar asilo en la embajada estadounidense en San Salvador, pero fue expulsado a la fuerza y devuelto a la Guardia Nacional. Los manifestantes civiles finalmente obligaron a Hernández Martínez a dimitir el 9 de mayo en la Huelga de Brazos Caídos. 